# عطلة نهاية الأسبوع الطويلة
عطلة نهاية الأسبوع الطويلة هي عطلة نهاية الأسبوع التي لا تقل مدتها عن ثلاثة أيام (أي ثلاثة أيام عطلة نهاية الأسبوع) قد تكون بسبب رسمي أو غير رسمي (شخصي)، قد تكون حسب النظام الغربي للعطل (يومي السبت والاحد) إما يوم الاثنين التالي أو يوم الجمعة الذي يسبق العطلة.
العديد من البلدان لديها أيضًا عطلات نهاية الأسبوع قد تمتد لأربعة أيام، حيث تأتي على شكل يومان ملاصقان لعطلة نهاية الأسبوع المعتمدة. ومن الأمثلة على ذلك الجمعة العظيمة / عيد الفصح، ويوم عيد الميلاد (لمزيد من التوضيح، عندما يصادف ان يكون يوم عيد الميلاد يوم الخميس أو ثلاثاء).

## أربعة أيام عطلة نهاية الأسبوع «الجسر»
في العديد من البلدان، عندما تصادف ان تكون هنالك عطلة ليوم واحد ويفصله فقط يوم واحد عن عطلة نهاية الأسبوع (مثل يوم الثلاثاء أو الخميس)، فقد يتم أيضًا تحديد اليوم ما بين العطلتين (العطلة وعطلة نهاية الأسبوع) على أنه يوم عطلة أيضا، أو قد يبقى يوم عطلة منفصل، أو يتم تبديله مع يوم دوام ملاصق (فمثلاً في حالة يوم الثلاثاء، فيتم التعطيل يوم الإثنين كبديل، ويوم الثلاثاء يصبح يوم عمل/ دوام). وقد يتم التعطيل بالعمل أو المدارس رسمياً أو بشكل غير رسمي. يشار إلى هذه الشيء باسم «جسر» "bridge" في العديد من اللغات.
تعد عطلات نهاية الأسبوع لمدة أربعة أيام أمر شائع في البلدان غير الناطقة باللغة الإنجليزية، ولكن لا يوجد سوى مثالين في البلدان الناطقة باللغة الإنجليزية:
ففي الولايات المتحدة، الخميس الرابع من تشرين الثاني هو عيد الشكر. فيكون يوم الجمعة هو يوم عطلة لمعظم أو جميع الموظفين في العديد من المنظمات.
في ملبورن، أستراليا، تقام عطلة كأس ملبورن يوم الثلاثاء. يوم الاثنين ليس عطلة عامة، لكن العديد من الأشخاص يقدمون طلب إجازة ليصبح يوم الإثنين هو يوم عطلة أيضاً، ويشار إليه بالعامية باسم «عطلة نهاية الأسبوع الطويلة ليوم الكأس».

## أوروبا
في فلاندرز، النصف الشمالي من بلجيكا الناطق بالهولندية، يتم استخدام تعبير الجسر (brugdag) وتطبيق هذه الفكرة. وهذا المصطلح ليس مستعملاً في هولندا.
في فرنسا، يتم استخدام مصطلح الجسر (faire le pont) يستخدم لأخذ أيام عطلة إضافية.
في اللغة الألمانية، يتم استخدام مصطلح متعلق بالجسر أيضًا: ويُطلق على يوم الإجازة من العمل لسد الفجوة بين عطلة الخميس (أو الثلاثاء) وعطلة نهاية الأسبوع، ومعمول بهذا الأمر في كل من ألمانيا وسويسرا والنمسا. مثال من ألمانيا، نظرًا لأن عطلة (Corpus Christi) وعطلة (Ascension day) عادةً ما تكونان يوم الخميس، فعادةً ما يتخذها الألمان وبقرار غير الرسمي عطلة.
وأيضاً الإيطاليون لديهم فكرة عطلة الجسر ويسمونها "Fare il ponte".
في النرويج، يلجأ النيرويجيون إلى استخدام فكرة «عطلة الجسر»، فيُستخدموا مصطلح المترجم حرفيا إلى «عطلة نهاية الأسبوع البيضاوية»، حيث يعتبرون أن عطلة نهاية الأسبوع العادية على أنها «دائرية»، فإضافة أيام عطلة إضافية يجعل منها عطلة «بيضاوية».
في بولندا والبرتغال وسلوفينا واسبانيا أيضا قد يتخذون اليوم المتوسط بين عطلتين، يوم عطلة أيضا.
في المملكة المتحدة وبعض دول الكومنولث البريطانية الأخرى، وفي أيرلندا، يسمون هذه العطلة (عطلة نهاية الأسبوع في البنوك)، لأن عطلة البنوك الرسمية عادةً ما تكون في يوم الإثنين. ذات التسمية في السويد.

## الشرق الأوسط
في إسرائيل، مطبق الامر ذاته لليوم المتوسط بين عطلتين.

## شمال أمريكا
في الولايات المتحدة، يتم التعطيل يوم الاثنين كيوم بديل. بمعنى انه يتم تطبيق الخيار الثاني، أي نقل العطلة ليوم مجاور لعطلة نهاية الاسبوع، وبالتالي الحصول على ثلاث أيام عطل متواصل. والسبب في تطبيق الامر هذا، هو طلب من صناعة السفر. [بحاجة لمصدر]

## أمريكا الجنوبية
في الأرجنتين، يتم رسمياً نقل بعض الأعياد الوطنية التي تحدث يوم الثلاثاء أو الأربعاء أو الخميس أو الجمعة (أحيانًا حتى يوم السبت) إلى أقرب يوم اثنين من الحصول على عطلة نهاية أسبوع طويلة. بمعنى آخر لا تطبق فكرة الجسر (تعطيل لليوم المتوسط لعطلتين).
في البرازيل، عندما تحدث عطلة في يوم الثلاثاء أو الخميس، فإن بعض قطاعات العمل، مثل الحكومي والتعليم، تحول اليوم بين العطلة وعطلة نهاية الأسبوع إلى عطلة.
في تشيلي، يسمونها الشطيرة (ساندويتش) لليوم الذي يقع بين عطلتين، وقد يتم تعطيل بقرار رسمي أو غير رسمي.

## آسيا
في إندونيسيا، أيضا يسمونها الشطيرة. وقد يتم تعطيل بقرار رسمي أو غير رسمي.
في اليابان، يكون اليوم المتوسط بين عطلتين هو يوم عطلة رسمياً.